# سیسنس، شیلی
سیسنس، شیلی (به اسپانیایی: Cisnes) یک سکونتگاه مسکونی در شیلی است که در استان آیسن واقع شده‌است.

## خصوصیات
سیسنس ۱۵٬۸۳۱٫۴ کیلومترمربع مساحت و ۴٬۹۶۴ نفر جمعیت دارد و ۲ متر بالاتر از سطح دریا واقع شده‌است.